# Asperaxinae
Asperaxinae is een onderfamilie van neteldieren uit de klasse van de Anthozoa (bloemdieren).

## Geslacht
- Asperaxis Alderslade, 2007